# Constituția Greciei din 1822
Constituția Greciei din 1822, cunoscută și sub denumirea de Constituția temporară a Greciei a fost adoptată de Adunarea Națională de la Epidaurus la data de 1 ianuarie 1822. Este considerată prima constituție a Greciei moderne. Ea își propunea să organizeze temporar guvernul și forțele armate până la stabilirea unui parlament național.
Ea era împărțită în patru secțiuni și 110 paragrafe:
- Partea I reglementa drepturile civile și religioase a grecilor
- Partea a II-a se adresa problemelor din administrație
- Partea a III-a reglementa obligațiile puterii legislative
- Partea a IV-a reglementa obligațiile puterii executive.

## Legături externe
- Constituția Greciei din 1822 scanată (în greacă)